# تعدیل‌کننده کانال
تعدیل‌کننده کانال (به انگلیسی: Channel modulator) یا تعدیل‌کننده کانال یونی (به انگلیسی: ion channel modulator)، نوعی دارو است که موجب تعدیل کانال‌های یونی می شود. این ترکیبات شامل مسدودکننده‌های کانال و بازکننده‌های کانال هستند.